# Coleophora balearica
Coleophora balearica é uma espécie de mariposa do gênero Coleophora pertencente à família Coleophoridae.